# RISINGON
RISINGON Fighting Championship（ライジングオン・ファイティング・チャンピオンシップ）は、日本の総合格闘技団体。田邊敦史が代表を務める株式会社VERSUSにより、2009年12月29日に旗揚げ。関西を中心に開催され、試合はオクタゴン（八角形金網）で行い、中・軽量級の試合をメインとしている。
前身団体としてリングで試合を行う総合格闘技およびキックボクシングの興行PowerGateを2009年9月まで約4年に渡り運営していた。

## 配信
ジャナク株式会社内 わいわいテレビ事業部の協力により、格闘技＆バラエティのwebサイトEASTENDが、メンバーの岩倉豪がプロデューサーとして2009年11月24日より放映されている、web番組EASTEND-TV、沖縄・大阪・東京・九州などで行われるパブリックにあまり認知されない格闘技興行を中心に、ネット格闘技番組 Stickam JAPAN! YouTube などで配信展開されている番組とコラボし、EASTEND-TVのスペシャルバージョンとして、2010年4月11日に大阪高石市アプラホールで行われた関西を中心にオクタゴンで行われた「RISINGON2 〜神風〜」よりEASTEND-TVが株式会社バーサスの全面協力でラウンドガールやストラッサー起一などをゲストに交え、インターネット動画配信のオフィシャルサイトになり、5月8日よりYouTubeにて関西からの世界配信を目的に開始された。

## ルール
試合場はオクタゴンで行い、ノンタイトル戦は5分2R、タイトルマッチは5分3R。シューズの着用は禁止されている。

## 階級・王座
| 階級         | 重量区分 | 王者             |
| ------------ | -------- | ---------------- |
| ミドル級     | 83.9kg   | 空位             |
| ウェルター級 | 77.1kg   | マキシマムザ僚君 |
| ライト級     | 70.3kg   | ジプシータロー   |
| フェザー級   | 65.8kg   | キム・スーチョル |
| バンタム級   | 61.2kg   | 空位             |
| フライ級     | 56.7kg   | 伊是名秀宣位     |

RISINGON王者一覧
- フェザー級（65.77kg以下）王者

（初代王者／尾崎大海）
（第2代王者／金山康宏）
（第3代王者／キム・スーチョル）
- ウェルター級（77.11kg以下）王者

（初代王者／グッドマン田中）
（第2代王者／長岡弘樹)
(第3代王者／マキシマムザ僚君)
- ライト級（70.03kg以下）王者

(初代王者／柴博)
(第2代王者／ジプシータロー）
- フライ級 (56.7kg以下)

(初代王者／伊是名秀宣)

## リーグ対抗戦
全国各地で行われている小中規模の格闘技大会とMMAリーグ対抗戦として企画され実施されている。
2010年7月12日の第50回沖縄TENKAICHI Super FightでRISINGONフェザー級王者 尾崎大海 vs. 熊沢伸哉（闘心ジム）、安谷屋（闘心ジム） vs. 岡田剛史（TKエスペランサ）の2戦が行われリーグ対抗戦の結果は1-1の引き分け、突然の怪我によるアクシデントで負傷した岡田剛史は安谷屋と2011年にRISINGONにて再戦予定。
2010年8月8日にRISINGON 3にてMMAリーグ対抗戦をかねて、グッドマン田中（グッドマンジム） vs. レアンドロ・クサノ（天下一スタジアム）とのRISINGONミドル級王者決定戦が行われた。
2010年11月3日に行われた格闘技大会「激突III」においてMMAリーグ対抗戦として以下の4試合が行われ3-1でRISINGONのリーグ勝利となる。
第1試合（MMAルール・65kg級） 堂本英文 vs. 小鈴靖 （勝者/小鈴靖 1R 1分8秒 チョークスリーパー:KO勝ち）
第3試合（MMAルール・77kg級） 大櫃達也 vs. アンドレ・マフェトニ （勝者/アンドレ・マフェトニ 判定2-0）
第6試合（MMAルール・70kg級） 久保慶周 vs. 臼杵広道 （勝者/臼杵広道 1R 2分51秒 チョークスリーパー:KO勝ち）
第9試合（MMAルール・70kg以下契約） 西方清信 vs. 真実語 （勝者/西方清信 判定2-0）

## 開催履歴
| 大会名                   | 開催年月日     | 会場                         | 開催地       |
| ------------------------ | -------------- | ---------------------------- | ------------ |
| ライジングオン 〜始動〜  | 2009年12月29日 | 高石市民文化会館アプラホール | 大阪府高石市 |
| ライジングオン2 〜神風〜 | 2010年4月11日  | 高石市民文化会館アプラホール | 大阪府高石市 |
| ライジングオン3 〜躍動〜 | 2010年8月8日   | 高石市民文化会館アプラホール | 大阪府高石市 |
| ライジングオン4          | 2010年11月21日 | 天王寺区民センター           | 大阪府高石市 |
| ライジングオン5          | 2011年2月5日   | 浪速区民センター             | 大阪府浪速区 |
| ライジングオン6          | 2011年3月31日  | 浪速区民センター             | 大阪府浪速区 |
| ライジングオン7          | 2011年5月27日  | 浪速区民センター             | 大阪府浪速区 |